# Liste des ministres italiens de l'Innovation
Cet article dresse la liste des ministres italiens chargés de l'Innovation depuis la création de ce poste en 2001.

## Liste des ministres
| Ministre (Naissance–Décès)                                                           | Ministre (Naissance–Décès) | Mandat                                                       | Parti | Parti       | Gouvernement      |
| ------------------------------------------------------------------------------------ | -------------------------- | ------------------------------------------------------------ | ----- | ----------- | ----------------- |
|                                                                                      | Lucio Stanca (1941)        | 11 juin 2001 – 17 mai 2006 (4 ans, 11 mois et 26 jours)      |       | FI          | Berlusconi II·III |
|                                                                                      | Luigi Nicolais (1942)      | 17 mai 2006 – 8 mai 2008 (1 an, 11 mois et 21 jours)         |       | DS / PD     | Prodi II          |
|                                                                                      | Renato Brunetta (1950)     | 8 mai 2008 – 16 novembre 2011 (3 ans, 6 mois et 8 jours)     |       | PDL         | Berlusconi IV     |
| Poste non-pourvu                                                                     |                            |                                                              |       |             |                   |
|                                                                                      | Paola Pisano (1977)        | 5 septembre 2019 – 13 février 2021 (1 an, 5 mois et 8 jours) |       | M5S         | Conte II          |
|                                                                                      | Vittorio Colao (1961)      | depuis le 13 février 2021 (4 ans et 17 jours)                |       | Indépendant | Draghi            |
| Titres successifs : - Innovation technologique et Transition numérique (depuis 2021) |                            |                                                              |       |             |                   |